# Wirki
Wirki (Turbellaria) – wyróżniana w dawnych systemach klasyfikacji grupa zwierząt należąca do płazińców, wolno żyjących, w przeciwieństwie do form pasożytniczych – przywr i tasiemców. Żyją w środowisku wodnym (wody słodkie lub słone), a niektóre gatunki w wilgotnych środowiskach lądowych. Są przeważnie drapieżnikami, a ich ciała okrywa nabłonek z rzęskami, produkujący rabdity wyrzucane w czasie ataku (z wyjątkiem rzędu Catenulida).
Wirki dzieli się ze względu na budowę układu pokarmowego na:
- wirki bezjelitowe (głównie morskie formy pasożytnicze, brak wyodrębnionego jelita);
- wirki prostojelitowe (morskie i słodkowodne, jelito nie ma rozgałęzień) np. mezostoma (bajornik)[2];
- wirki trójjelitowe (trzy odgałęzienia jelita), np. wypławek biały;
- wirki wielojelitowe (głównie morskie, od gardzieli odchodzi promieniście wiele odgałęzień jelita).

Wirki wielojelitowe mają wielkość do 20 cm i są jaskrawo ubarwione. W razie braku pokarmu mogą zjadać własne komórki, bez uszczerbku dla poprawnego działania organizmu. Stają się tylko coraz mniejsze i nie rozmnażają się (układ rozrodczy zostaje pochłonięty w pierwszej kolejności).
Wirki są hermafrodytami, występuje u nich zapłodnienie krzyżowe.

## Filogeneza
Eks-grupa „wirki” okazała się w świetle badań niemonofiletyczna: wirki bezjelitowe (Acoelomorpha) są niezależną linią filogenetyczną i stanowią osobny typ zwierząt, natomiast pasożytnicze przywry i tasiemce są zagnieżdżone w obrębie parafiletycznych wirków.